# Magnolia (Carolina del Nord)
Magnolia és una població dels Estats Units a l'estat de Carolina del Nord. Segons el cens del 2000 tenia 932 habitants.

## Demografia
Segons el cens del 2000, Magnolia tenia 932 habitants, 343 habitatges i 233 famílies. La densitat de població era de 346 habitants per km².
Dels 343 habitatges en un 34,1% hi vivien nens de menys de 18 anys, en un 42,9% hi vivien parelles casades, en un 19,2% dones solteres, i en un 31,8% no eren unitats familiars. En el 27,1% dels habitatges hi vivien persones soles el 13,1% de les quals corresponia a persones de 65 anys o més que vivien soles. El nombre mitjà de persones vivint en cada habitatge era de 2,71 i el nombre mitjà de persones que vivien en cada família era de 3,25.
Per edats la població es repartia de la següent manera: un 28,3% tenia menys de 18 anys, un 9,4% entre 18 i 24, un 28,6% entre 25 i 44, un 20% de 45 a 60 i un 13,6% 65 anys o més.
L'edat mediana era de 34 anys. Per cada 100 dones de 18 o més anys hi havia 86,1 homes.
La renda mediana per habitatge era de 22.269 $ i la renda mediana per família de 25.962 $. Els homes tenien una renda mediana de 17.857 $ mentre que les dones 20.568 $. La renda per capita de la població era de 10.628 $. Entorn del 22,8% de les famílies i el 25,4% de la població estaven per davall del llindar de pobresa.

## Poblacions més properes
El següent diagrama mostra les poblacions més properes.